# Laudate Dominum
Il Laudate Dominum è l'usuale denominazione del Salmo 116 (numerazione greca) o 117 (numerazione ebraica), in latino, del quale Laudate Dominum sono appunto le prime parole. Come per gli altri Salmi, il "Laudate Dominum" si conclude con la dossologia trinitaria (Gloria Patri et Filio eccetera) utilizzata nel rito romano. Nell'ambito della Chiesa cattolica, il Salmo viene solitamente cantato nell'occasione della benedizione del Santissimo Sacramento.

## Testo
| Testo latino | Traduzione in italiano |
| --- | --- |
| Laudate Dominum omnes gentes Laudate eum, omnes populi Quoniam confirmata est Super nos misericordia eius, Et veritas Domini manet in aeternum. Gloria Patri et Filio et Spiritui Sancto. Sicut erat in principio, et nunc, et semper. Et in saecula saeculorum. Amen. | Lodate il Signore, tutti. Lodatelo, tutti gli uomini. Perché egli ha consolidato La sua misericordia su di noi, E la verità del Signore dura in eterno. Gloria al Padre e al Figlio e allo Spirito Santo, Come era nel principio, ora e per sempre, E nei secoli dei secoli. Amen. |

## Versioni celebri
La composizione musicale forse più famosa del salmo è quella di Wolfgang Amadeus Mozart, dove la maggior parte del testo è eseguito da un soprano solista e il coro interviene nella dossologia finale. Il brano, oltretutto, è la quinta delle sei parti dei Vesperae solemnes de confessore (K 339). Altri "Laudate Dominum" celebri sono quello di Antonio Vivaldi e di Lorenzo Perosi.
Una versione è musicata e suonata dal gruppo metal Helloween nel album "Better than raw".